# Ínclita generació
Ínclita Generació (en portuguès, Ínclita Geração) és el nom amb què va designar l'important poeta portuguès Lluís de Camões els fills del rei Joan I de Portugal (1356-1433) i la seva dona Felipa de Lancaster, reina consort de Portugal (1356-1433).
L'expressió va ser encunyada per l'autor a l'obra Os Lusíadas. L'expressió es refereix al valor individual dels prínceps que quan es van fer grans van destacar Portugal per un grau elevat d'educació i de coneixements militars.
Vet aquí tot seguit la llista dels fills dits d'Ínclita Generació:
- D. Duarte, futur rei de Portugal
- D. Pedro, Duc de Coimbra
- D. Henrique, Duc de Viseu després d'haver participat en la conquesta de Ceuta pels portuguesos l'any 1415.
- D. Isabel, Duquessa de Borgonya
- D. João, Infant de Portugal
- D. Fernando, va rebre el nom d'Infant el Sant després de la fracassada expedició a Tànger en plenes descobertes. Empresonat a Fes l'any 1437 va morir-hi en captiveri. D'aquí en sortirà el nom d'Infant el Sant.